# Даила Дамено
 Даила Дамено (рођена 18. јуна 1968.)  је италијанска пара стреличарка, параалпска скијашица и парапливачица. Представљала је Италију у парапливању на Летњим параолимпијским играма 2004. и у параалпском скијању на Зимским параолимпијским играма 2006. и 2010. године, на којима је освојила две медаље, сребро у слалому и бронзу у велеслалому. 
Дамено је остала тетраплегичар након саобраћајне несреће. 

## Каријера

### Пливање
Дамено је представљала Италију у параолимпијским пливачким такмичењима на Летњим параолимпијским играма 2004 . Заузевши 8. место на 200 м слободно С5, 7. на 50 м слободно С5 и на 50 м делфин С5 .   

### Алпско скијање
Дамено се такмичила и у паралпском скијању, на Зимским параолимпијским играма 2006. године, где је у слаломској трци постигла време 1:49,53, освојивши сребрну медаљу; на постољу злато за Американку Стефани Виктор за 1:48,54 и бронзу за Јапанку Тацуко Аоки за 1:51,39.  Она је била трећа у велеслаломској трци, са резултатом 2:08,08, иза Кунико Обината за 2:05,03 и Лори Стивенс за 2:05,11. 

### Стреличарство
Дамено је 2022. године почела да гађа сложеним луком, постигавши изузетне резултате за кратко време. Дебитовала је на свом првом првенству Италије у Ланћану 2022. године, заузевши 2. место и у квалификацијама иу окршају са Азијом Пелицаријем у категорији В1. У Фаези на Првенству Италије у дворани освојила је сребрну медаљу у квалификацијама и титулу шампиона Италије у дворани. У јулу 2020, позивом у репрезентацију, освојила је сребрну медаљу на Светском првенству 2023. у Плзењу (Чешка) у пару са Пелицаријем, победила је само кинески пар који је поставио нови светски рекорд у категорији Дабл В1.  2024. је такође до сада представљала велико задовољство. 
У Новари је освојила злато у квалификацијама и сребро у финалу са Пелицаријем. 